# مذبحة صفد

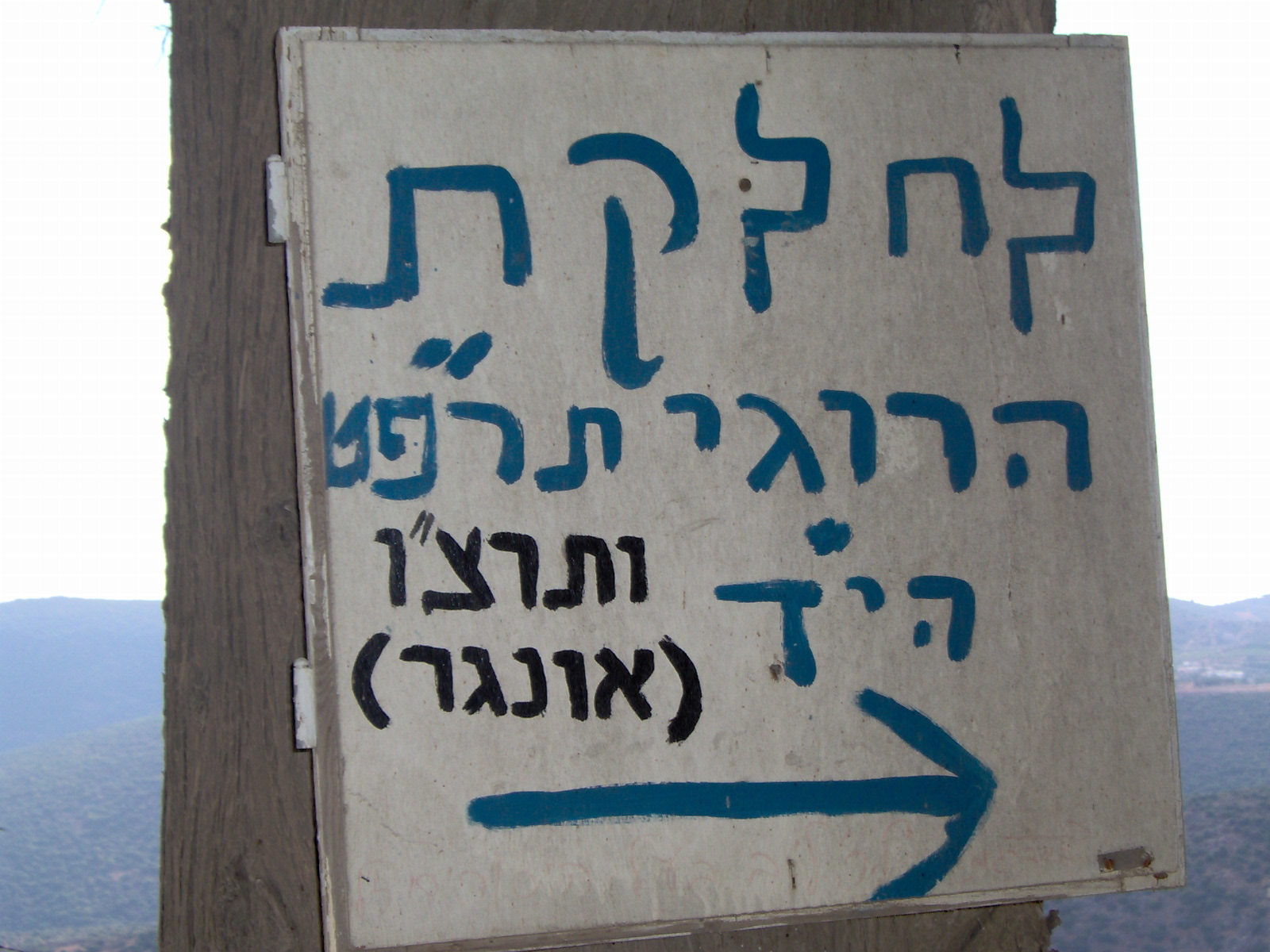
لائحة للدلالة على مكان المقبرة التي دفن بها الضحايا اليهود

مذبحة صفد هي مذبحة وقعت في مدينة صفد الفلسطينية في 29 أغسطس ضد اليهود خلال عمليات اضطرابات الفلسطينيين العرب لسنة 1929.
تم قتل 18 يهودي وجرح 80 وأيضاً تم حرق ونهب بيوت اليهود.